# استمفرد، لینکلن‌شر
latitudeاستمفرد، لینکلن‌شرlongitudeاستمفرد، لینکلن‌شر
استمفرد، لینکلن‌شر (به انگلیسی: Stamford, Lincolnshire) یک منطقهٔ مسکونی در انگلستان است که در میدلند شرقی واقع شده‌است.

## خصوصیات
استمفرد ۱۹٬۷۰۱ نفر جمعیت دارد.